# Hans Tremmel
Hans Tremmel (* 1963) ist ein deutscher römisch-katholischer Theologe, Sozialethiker und Hochschullehrer.

## Leben
Nach einem Studium der Philosophie und Katholischen Theologie promovierte Hans Tremmel in Freiburg i.Br. zum Dr. Theol.
Er arbeitete als wissenschaftlicher Assistent am Institut für Sozialethik an der Ludwig-Maximilians-Universität München als Mitarbeiter von Alois Baumgartner. Anschließend war er als Fachbereichsleiter im Referat für Caritas und besondere Seelsorgeaufgaben tätig.
Seit ??? lehrt er als Professor für Theologie und Ethik in der Sozialen Arbeit an der Katholischen Stiftungsfachhochschule München, Abteilung Benediktbeuern, und leitet dort die Theologische Zusatzausbildung (TZ).
Seit 8. Oktober 2010 ist er Vorsitzender des Diözesanrats der Katholiken in der Erzdiözese München und Freising, dem obersten Laiengremium des Erzbistums  – als Nachfolger von Alois Baumgartner.
Seit 4. Juni 2011 gehört Hans Tremmel der Gruppe der Delegierten des Erzbistums für den bundesweiten Dialogprozess 2011–2016 der Deutschen Bischofskonferenz, dem Gesprächsforum „Im Heute glauben – wo stehen wir“ an 1. Phase 8. bis 9. Juli 2011 in Mannheim.

## Werke

### Bücher
- Hans Tremmel (Autor), Wilhelm Korff (Geleitwort): Grundrecht Asyl. Die Antwort der Sozialethik. Freiburg im Breisgau, Basel, Wien 1992. 2. Aufl. 1993, nachträglich zugleich Hochschulschrift: Freiburg im Breisgau, Univ., Diss., 1997 (Promotion nur für 2. Aufl. nachträglich), ISBN 3-451-22665-0.
- Hans Tremmel (Autor), Reinhard Kardinal Marx und Prof. Dr. Thomas Sternberg (Geleitworte): Bedenkenswert. Ethik und Theologie für Herz und Verstand. München, 2018, ISBN 978-3-943135-89-3.

### Interviews
- Miteinander der Kirche ein Gesicht geben. Interview mit Professor Dr. Hans Tremmel, neugewählter Vorsitzender des Diözesanrates der Erzdiözese München und Freising (= Interview 06/2010). In: Gemeinde creativ. Zeitschrift für engagierte Katholiken, Thomas Jablowsky (Interview), Heft 6, 2011, gemeinde-creativ.de (Memento vom 11. Februar 2013 im Webarchiv archive.today)

### Vorträge
- Aktive Toleranz in einer pluralistischen Gesellschaft als ethisches Lösungsmodell bei echten Überzeugungskonflikten, Vortrag beim 3. Hochschulgipfel der Fachhochschule für öffentliche Verwaltung und Rechtspflege in Bayern, Herrsching, der Philosophisch-Theologischen Hochschule Benediktbeuern, dem Generation Research Program der LMU, München vom 7. Juli 2006 Benediktbeuern, Toleranz – Chancen, Herausforderungen und Grenzen für ein friedliches Zusammenleben?